# 臺灣櫛鰕虎
臺灣櫛鰕虎（学名：Ctenogobiops formosa），又名臺灣櫛眼鰕虎魚，为鰕虎科櫛眼鰕虎魚屬下的一个种。

## 扩展阅读
- 維基物種上的相關：臺灣櫛鰕虎